# Dippenaaria luxurians
Dippenaaria luxurians is een spinnensoort in de taxonomische indeling van de Dwergkogelspinnen (Anapidae).
Het dier behoort tot het geslacht Dippenaaria. De wetenschappelijke naam van de soort werd voor het eerst geldig gepubliceerd in 1995 door Wunderlich.